# リエイ
リエイは、千葉県浦安市入船に本社を置く株式会社。寮管理や社食・学食などの企業法人向けの福利厚生サービス事業や、国内外に介護事業を展開する生活サービス企業である。

## 沿革
- 1980年7月 - 東京都中央区銀座に株式会社理栄産業を設立。舗装業界作業員宿舎の給食業務を中心にスタート
- 1988年2月 - CI導入、社名を株式会社リエイに変更
- 1990年11月 - 本社を浦安市に移転
- 1995年5月 - 資本金を6,600万円に増資
- 1997年9月 - 大阪支店開設
- 1999年10月 - 介護事業部門「コミュニケア24事業部」発足
- 1999年11月 - 名古屋支店開設
- 2000年3月 - 資本金を9,000万円に増資
- 2002年7月 - 資本金を10,350万円に増資
- 2003年7月-タイ国現地法人  設立
- 2004年11月 - タイ国伝統医療振興財団とタイ伝統フットマッサージの普及契約締結
- 2006年11月 - 株式会社フラッグ 設立(現：株式会社リエイフラッグ ※2023年7月社名変更)
- 2008年1月 - 札幌営業所開設
- 2010年1月 - 福岡営業所開設
- 2011年5月 - 独資にて中国現地法人 理愛（北京）企業管理諮詢有限公司　設立
- 2011年9月 - タイ国現地法人を新会社として設立
- 2012年8月 - 中国合弁法人上海礼愛企業管理諮詢有限公司 設立
- 2013年7月 - ジェイシーサービス株式会社の株式取得（子会社化）
- 2013年9月 - 株式会社万葉軒の第三者割当増資引受及び株式取得
- 2014年3月 - 中国養老事業コンサルティング開始
- 2015年2月 - 株式会社万葉軒を吸収合併
- 2015年8月 - 中国合弁法人 成都礼愛年華健康諮詢服務有限公司 設立
- 2016年6月 - 第三者割当増資により資本金を1億4,381万2,500円に増資
- 2016年8月 - 中国現地法人成都武侯佳愛年華牙科診所有限公司 設立/成都武侯櫻華口腔門診部有限公司 設立
- 2016年9月 - 現地法人 Myanmar Riei Co., Ltd. 設立
- 2016年11月 - 中国合弁法人 江蘇英瑞礼愛健康養老有限公司 設立
- 2017年5月 - 株式会社アジアリエイ 設立
- 2018年11月 - 株式会社まもかーるの株式取得（持分法適用関連会社化）
- 2018年12月 - 弁当事業ブランド名称を「万葉軒」から「マンヨーケン」に改称
- 2019年3月 - 広州恒澤礼愛養老服務有限公司 設立
- 2020年1月 - 株式会社まもかーるの株式取得（100％取得）
- 2021年6月 - 中国合弁法人 江蘇英瑞礼愛健康養老有限公司の全株式を譲渡
- 2021年6月 - セントラルキッチン・マンヨーケン工場閉鎖、弁当製造をファブレス化
- 2020年7月 - タイ現地法人閉鎖
- 2021年7月 - 資本金を1億円に減資
- 2021年7月 - 米国ハワイ州ホノルル市にてアパートメントを取得、不動産賃貸事業を開始
- 2021年10月 - 介護事業ブランド名称を「リエイの快護」へ変更
- 2021年8月 -  食の研究所 RIEI FOOD LABO 開設
- 2022年8月 -  株式会社森山ナポリの全株式を取得（子会社化）
- 2023年3月 -  株式会社アジアリエイを吸収合併
- 2023年5月 -  持株会社体制に移行
- 2023年12月 ‐ 食の研究所 RIEI FOOD LABO札幌 開設
- 2025年3月 -  ストックホルムロースト株式会社の全株式を取得（株式会社リエイグループの子会社化）

## 事業内容
- 企業・法人福利厚生サービス事業
- 介護総合サービス事業
- 海外事業(ヘルスケア・給食）

## 関連会社
- 株式会社リエイグループ
- 株式会社リエイフラッグ
- ジェイシーサービス株式会社
- 株式会社まもかーる
- 株式会社森山ナポリ
- ストックホルムロースト株式会社
- 礼愛(北京)企業管理諮詢有限公司（中国現地法人）
- 上海礼愛企業管理諮詢有限公司（中国合弁法人）
- 成都礼愛年華健康諮詢服務有限公司（中国合弁法人）